# Carl Wilhelm von Massenbach
Carl Wilhelm von Massenbach (geb. 12. Mai 1714 in Stuthenen; gest. 9. Oktober 1761 in Königsberg) war ein preußischer Leutnant, Capitain und Landrat.

## Herkunft
Carl Wilhelm von Massenbach war Angehöriger des Adelsgeschlechts Massenbach. Er war der Sohn von Wilhelm Albrecht von Massenbach (1662–1738), holländischer Obristleutnant, Herr auf Stuthenen, und dessen Ehefrau Maria Dorothee (1688–1778), geb. von Goetzen aus dem Hause Beerwalde. Ein älterer Bruder war der preußische Capitain George Albrecht von Massenbach (1713–1773). Der jüngere Bruder war der preußische Leutnant, Rittmeister, Landrat des Kreises Brandenburg und Landesdirektor Friedrich Fabian von Massenbach (1723–1790).

## Leben
Carl Wilhelm besuchte gemeinsam mit seinem Bruder George Albrecht eine Schule in Königsberg. Im Anschluss trat er in die Preußische Armee und nachfolgend 1731 in das Infanterie-Regiment No. 14 von Finckenstein ein. Seit 1735 im Rang eines Leutnants nahm er am Ersten und seit 1745 im Rang eines Capitains nahm er am Zweiten Schlesischen Krieg teil. Aufgrund einer Invalidität wurde er im April 1748 vom Militärdienst verabschiedet. Am 23. April 1752 wurde er zum ersten Landrat des Kreises Schaaken ernannt. Im Oktober 1761 wurde er durch russische Besatzungstruppen verhaftet und auf den Stufen des Königsberger Schlosses so schwer misshandelt, dass er einen tödlichen Schlaganfall erlitt. Das Amt als Landrat übernahm im Jahr 1763 Friedrich Albrecht von Borck.

## Persönliches
Carl Wilhelm von Massenbach war Erbherr auf Rodmannshöfen und Bladau. Er war seit Oktober 1746 mit Maria Helene Henriette († 1764), geb. von Negelein auf Weßlienen, verheiratet. Ihre beiden Kinder waren Friederike von Massenbach (* 1748) und der preußische Generalmajor Karl Christoph Wilhelm von Massenbach (1752–1821).